# Johannes Brandmüller
Johannes Brandmüller, auch Johannis Dalomylius (* 2. Februar 1593 in Basel; † 13. September 1664 in Mülhausen), war ein Schweizer evangelischer Geistlicher.

## Leben

### Familie
Johannes Brandmüller war der Sohn des Schneiders Baruch Brandmüller (1570–1610) und dessen Ehefrau Magdalena (1567–1610), Tochter von Melchior Krug. Er stammte aber aus einer Basler Theologen- und Gelehrtenfamilie; so war er der Enkel des gleichnamigen Basler Theologieprofessors Johannes Brandmüller (1533–1596), der aus dem oberschwäbischen Biberach in die Schweiz eingewandert war.
Er war seit 1613 mit Margaretha (* 1590 in Basel; † 1649), Tochter von Christoph Ottendorf (* 1567 in Basel), verheiratet. 1650 heiratete er in zweiter Ehe Maria Kleophea (geb. Hofer) (* 1600 in Mülhausen).

### Werdegang
Johannes Brandmüller immatrikulierte sich 1607 an der Universität Basel und promovierte 1611 bei Sebastian Beck mit seiner Dissertation Problema theologicum de iugi scripturae sacrae lectione in lingua nota populo concedenda zum Magister artium.
Er war von 1613 bis 1615 Pfarrer in Toggenburg, von 1615 bis 1621 in Langenbruck und von 1621 bis zu seinem Tod in Mülhausen; 1645 wurde er Oberpfarrer.

### Schriftstellerisches Wirken
Johannes Brandmüller gab ausser deutschen Gelegenheitsdichtungen in antiken Versmassen von 1621 und 1624 sowie Leichenpredigten nichts in Druck.
Grösstenteils erhalten blieben seine Hauptwerke, zwei zusammengehörende heroisch-historische Versepen, insgesamt ungefähr 29'000 Verse umfassende Epen, der Vortrab, das er vor 1658 veröffentlichte und das Poema Rauricum, von dem der erste Teil, Sequania, als Manuskript von 1658 erhalten blieb, der zweite Teil, Germania, dagegen gilt als verloren. Die beiden Werke widerspiegelten die stadtbürgerliche Gelehrtenkultur in einem Randgebiet der alten Eidgenossenschaft, das mit der schweizerischen Bestrebung nach Unabhängigkeit vom Deutschen Reich im Umfeld der Westfälischen Friedensverhandlungen von 1646 bis 1648 am Ende des Dreissigjährigen Kriegs zusammengehört. Das Werk reflektiert in seiner lokalen wie überregionalen Germanenreferenz humanistisches Geschichtsbewusstsein. Die Darstellung, in der auch Sagenstoffe und Märchen eingearbeitet sind, hat einen soziokulturellen Aussagewert zu Lebensverhältnissen und Mentalitäten im oberrheinischen Entstehungsraum des 17. Jahrhunderts.

## Schriften (Auswahl)
- Problema theologicum de iugi scripturae sacrae lectione in lingua nota populo concedenda. Typis Iohan. Iacobi Genathii, Basileae 1613.
- Gedicht: ein Lehr-, Lob- und Wunschreiches, nach so Griechischer alss Römischer arte, da jede Sylbe zu bedenken, Erstes Teutsches Gedichte. Basel 1621.
- Christliche Leichpredig: von gottseliger, und fürsichtiger, Wegnemmung: bey der auch traurigen Begräbnuss, dess Burgermeisters, Jacobs Heinrich-Petri, loblicher Gedächtnuss / gehalten, von M. Johann Brandmüller, zu Mülhausen, im Oberen Elsass: Anno Ch. MDCLX. freytags den 25. Maii, umb drey Uhren. Getruckt zu Basel: bey Jacob Werenfelss, 1660.
- Christliche Leichpredig von dem oberkeitlichen Raht Stand, und anderem bey des Anthoni Hartmanns, S.G. Ehrenbegrebnus. Getruckt zu Basel: Bey Johann Heinrich Meyer, 1664.
- Johannes Brandmüller; Erich Kleinschmidt: Raurachisches Versgedicht: Vortrab. Haupt, Bern/Stuttgart 1982.